# Édouard Thiérot
Édouard Thiérot, né le 18 avril 1823 à Reims et mort le 7 mars 1904 dans cette même ville, est un architecte français qui a beaucoup œuvré dans la restauration et la construction d’églises dans la Marne. Il a également à son actif des réalisations pour les établissements de vin de champagne Veuve Clicquot et Louis Roederer.

## Biographie
Édouard François Thiérot est né le 18 avril 1823 à Reims.
Il est le fils de Nicolas Thiérot marchand tailleur (1793-1871) et de Sainte Catherine Cardaillac (1783-1867).
Il épouse Suzanne Clouet le 10 octobre 1855 avec qui il aura quatre enfants.
Léon Margotin épouse sa fille Marie-Suzanne Thiérot et travaille à son cabinet d'architecte dont il deviendra le successeur en 1897.
Il a eu pour élève Albert Cuvillier.
Son fils Henri Thiérot est un artiste peintre.
Édouard Thiérot décède à Reims le 7 mars 1904 et est inhumé au cimetière du Nord de Reims.

## Fonctions
Il fut :
- Président de la société des architectes de la Marne,
- Membre de la commission des bâtiments civils de la Marne,
- Inspecteur des édifices diocésains dans la Marne[3],
- Professeur à l'École régionale des Arts industriels[4].

## Œuvres
- Le collège Saint-Joseph de Reims,
- L'orphelinat Sainte-Geneviève à Reims,
- La chapelle Sainte-Geneviève du cimetière de l'Ouest de Reims,
- Le château de Marzilly à Hermonville,
- Le château de Savigny à Savigny-sur-Ardres.
- Les Établissements de vins de champagne Louis Roederer à Reims[5],
- La restauration de l’église paroissiale Saint-Martin de Pargny-lès-Reims[6].